# Гай Віселій Варрон
Гай Віселій Варрон (лат. Gaius Visellius Varro; ? — після 21) — державний діяч часів ранньої Римської імперії, консул-суффект 12 року.

## Життєпис
Походив з роду вершників Віселіїв. Син Гая Віселія Варрона, едила 78 року до н. е., та онук Гельвії, тітки по материнській лінії Марка Туллія Цицерона. Здобув гарну освіту під його орудою. Присвятив себе державній кар'єрі.
У 12 році став консулом-суффектом. Усю каденцію провів у Римі, тоді як його колега Германік діяв на півночі імперії. У 21 році призначено імператорським легатом-пропретором у провінції Нижня Германія. Сприяв придушенню галльського повстання на чолі з Юлієм Сакровіром та Юлієм Флором. Про подальшу долю відомості відсутні.

## Родина
- Луцій Віселій Варрон, консул 24 року